# Noisekick
Noisekick (né le 17 juillet 1981 à Deinum) est un producteur et DJ néerlandais de speedcore et terror. 

## Biographie

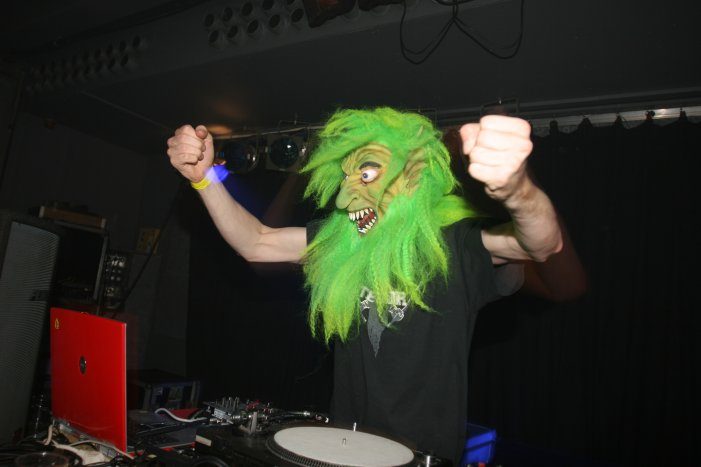
Noisekick en 2008.

À ses débuts, Rudmer Reitsma produit du speedcore, du terrorcore et de la techno hardcore pour des labels tels que Cunt Records et T.I.T. Records. En 2004, il décide d'ouvrir son propre label indépendant, Noisekick Records, où seuls deux disques sont sortis. Depuis 2014, il organise son propre événement baptisé Noisekick's Terrordrang, considéré par la presse du milieu comme une référence dans la scène terror. L'édition 2016 de l'événement passe par Tokyo, au Japon. Il est classé 1014e sur le classement officiel de DJ Rankings.
En 2024, Noisekick compte plus de 800 participations à divers événements notoires et mondiaux tels que Hellraiser, Nature One, Mystery Land, Megarave, Hellbound, Headfuck, Nightmare Outdoor, Snakepit, Ground Zero, Defqon.1, Masters of Hardcore, et Frenchcore S'il vous Plait,. 